# Wyżnia Capia Przełączka
Wyżnia Capia Przełączka (słow. Vyšná capia štrbina) – mało wybitna przełączka między północno-zachodnim i południowo-wschodnim wierzchołkiem Wielkiej Capiej Turni w Grani Baszt w słowackiej części Tatr Wysokich. Główny, nieco wyższy jest wierzchołek północno-zachodni. Na zachód, do Koziego Kotła w Dolinie Młynickiej opada z Wyżniej Capiej Przełączki rynna, niżej przechodząca w wielki, z daleka widoczny zachód. Prowadzi nim najłatwiejsza droga na szczyt Wielkiej Capiej Turni (nr 1). Na wschód, do Dolinki Szataniej opada ściana, będąca jedną z głównych ścian wspinaczkowych w Grani Baszt. Na Wyżnią Capią Przełączkę prowadzą nią dwie drogi (nr 2 i 3). 
Nazewnictwo Wyżniej Capiej Przełączki, podobnie jak w przypadku Capich Turni, pochodzi od Capiego Stawu leżącego w górnych partiach Doliny Młynickiej. 
Pierwsze przejścia przełączką miało miejsce podczas pierwszego wejścia na Wielką Capią Turnię.

## Drogi wspinaczkowe
1. Z Basztowej Przełęczy; 0+, I lub III w skali tatrzańskiej (w zależności od wariantu), czas przejścia 30 min
2. Droga braci Lukešów (wschodnia ściana); V+, A2-A3, 8 godz.
3. Apollo II (środkiem wschodniej ściany); VI, A0, 7 godz[3].